# 상해의 밤
"상해의 밤"은 한국에서 제작된 엄심호 감독의 1963년 영화이다. 황해 등이 주연으로 출연하였고 엄심호 등이 제작에 참여하였다.

## 출연

### 주연
- 황해
- 엄앵란
- 이대엽
- 황정순

## 기타
- 원작자: 송태주
- 조명: 이영수
- 미술: 정우택